# Dan Lewis
Pour les articles homonymes, voir Lewis.
Daniel Lewis, dit Dan, est un personnage fictif de la série de science-fiction britannique Doctor Who, interprété par John Bishop. Créé par Chris Chibnall,  il apparaît lors de la treizième saison ainsi que durant les 3 épisodes spéciaux diffusé pendant l'année 2022, et sert de compagnon au Treizième Docteur (interprété par Jodie Whittaker). Il est originaire de Liverpool.

## Histoire du personnage

### Avant la saison 13
Dan est né et a vécu dans le district d'Anfield à Liverpool. 
Quinze ans avant le début de la saison 13, il était fiancé, mais sa future femme a annulé le mariage deux jours avant la cérémonie. 
Il fait régulièrement du bénévolat dans une banque alimentaire locale, mais refuse d'emporter de la soupe à la maison lorsqu'on la lui propose, bien qu'il n'ait rien à manger chez lui. Il  emmène souvent des groupes autour du musée de Liverpool à titre non officiel, contre la volonté de la direction du musée. Il supporte l’équipe de Liverpool FC.

### Saison 13(Flux)
Dan apparaît pour la première fois dans le premier chapitre de la saison, L'Apocalypse d'Halloween, faisant visiter à un groupe de touristes le musée de Liverpool, bien qu’il ne soit pas guide et que l’administration du musée en elle-même s’y oppose. Il se fait gentiment pousser dehors par Diane, employée du musée pour lequel il semble avoir des sentiments. Il lui propose d’ailleurs un rendez-vous le soir même, qu’elle accepte. Il se rend ensuite à la soupe populaire où il fait du bénévolat, mais refuse d’emporter de la nourriture chez lui, malgré le fait que ses placards sont vides, arguant que "d’autres en ont plus besoin que lui." Il rentre chez lui, et commence à distribuer des bonbons aux enfants qui frappent à sa porte. C'est alors qu’un extraterrestre, mi-homme, mi-chien, nommé Karvanista, fait irruption chez lui et l’enlève après l’avoir assommé. Dan se réveille plus tard dans le vaisseau de celui-ci, emprisonné dans une cage. Après un certain temps, il fait la connaissance de Yaz, ayant enquêté dans sa maison afin de trouver le vaisseau Lupari dans lequel il se trouve. Celle-ci finit par le libérer et l’emmène rencontrer Le Docteur, en pleine confrontation avec Karvanista. Ce dernier révèle qu’il ne s’agit pas d’une opération d’invasion,  mais bien de sauvetage des habitants de la Terre, chaque Lupari ayant un humain attitré à protéger, et Dan étant son propre humain. Cette opération a été mise en place pour protéger l’humanité du Flux, une entité inconnue défiant toutes les lois de l'espace et du temps et consommant tout sur son passage. Dan s’enfuit alors avec Le Docteur et Yaz jusqu'au TARDIS. Il fait mine de ne pas être impressionné par celui-ci lorsque Yaz lui en fait la présentation. Il observe ensuite le Flux avec Yaz et Le Docteur,  qui demande à Karvanista de créer un bouclier défensif autour de la Terre. Mais le TARDIS n’a pas le temps de se ranger derrière le bouclier, et Dan se retrouve exposé face au Flux.
Après que le TARDIS ait été expulsé par le Flux dans le passé, Dan se retrouve avec Yaz et le Docteur durant la guerre de Crimée où les Anglais combattent des Sontariens au lieu des Russes. Après avoir brièvement rencontré Mary Seacole devant son fameux British Hotel, il est expulsé dans le temps et est de retour dans sa rue devant sa maison qui n'existe pus, rétréci auparavant par la technologie Lupari. Il finit par se faire pourchasser par des Sontariens qui ont également envahis Liverpool et ses docks et se fait sauver par ses parents. Après plusieurs minutes de discussions, Dan se décide à enquêter dans les docks, dans un vaisseau Sontarien grâce à ses parents qui lui donne une poêle à frire pour frapper l'orifice probique qui est un endroit sensible pour les Sontarien. Une fois dans un des vaisseaux, il a une discussion avec le Docteur qui se trouve dans un autre vaisseau dans la guerre de Crimée sauf que le chef des Sontariens les surprends et Dan se fait prendre en embuscade jusqu'à se faire sauver de justesse par Karvanista qui le fait sortir du vaisseau avant de le faire s'écraser sur les autres vaisseaux Sontariens provoquant une explosion temporelle qui produit une réaction en chaîne effaçant les vaisseaux Sontariens des docks de Liverpool comme s'il n'avait jamais été là. Le Docteur le récupère avant de se retrouver involontairement dans le Temple d'Atropos sur la planète Temps.
Afin de sauver Yaz des mains de Swarm, le Docteur renvoi Vinder, Yaz, Dan et elle-même à travers leurs propres lignes temporelles. De son côté, Dan se voit avec Diane pendant leurs fameux rendez-vous où il lui explique avoir été plaqué 2 jours avant son mariage. Il est interrompu en se rendant compte que tout ceci n'est pas normal, il aperçoit le Docteur sous forme d'hologramme puis voit de loin Passager. Avant de sortir de sa ligne temporelle et de revenir dans le Temple d'Atropos, il finit par rencontrer Joseph Williamson dans un de ses tunnels. De nouveau dans le temple, Dan découvre que Diane a été capturé par Swarm et Azure et se retrouve conserver dans un Passager. Une fois dans le TARDIS, Dan, Yaz et le Docteur font face à un Ange Pleureur qui prend le contrôle du TARDIS.
Malgré l'intrusion de l'Ange dans le TARDIS, ils finissent par se retrouver dans le village de Medderton, le 21 novembre 1967. Pendant que le Docteur part enquêter de son côté, Dan reste avec Yaz et tente de retrouver une fille disparue nommée Peggy. Ils finissent par se faire prendre en embuscade par un Ange Pleureur qui les envoie en 1901 là où ils retrouvent Peggy et là où ils découvrent que le village a été extrait du temps et de l'espace. Essayant de trouver un moyen de retourner en 1967, ils se retrouvent face à une barrière les empêchant de passer au travers. Ils sont rejoints par Jericho lui aussi envoyé par un Ange en 1901. Alors que le Docteur est capturé par les Anges pour la renvoyer vers La Division, Dan, Yaz et Jericho voyagent à travers le monde durant 3 années pour découvrir où et quand la dernière vague du Flux va arriver.
Traversant la mer, passant par le Népal, Constantinople ou encore La Grande Muraille de Chine, Dan, Yaz et Jericho vont à Liverpool dans l'espoir de retrouver Joseph Williamson et ses tunnels. Ils le rencontrent dans un tunnel et se retrouvent dans une sorte de hall avec plein de portes menant à différents endroits à travers l'espace et le temps. Faisant ainsi des tunnels de Williamson une sorte de brèche à travers l'espace et le temps. Par malchance, ils se font attaquer par les Sontariens qui envahissent la Terre avec l'aide du Grand Serpent.
Dan, toujours accompagné de Yaz et Jericho et suivi par Joseph Williamson, ils se retrouvent le 5 décembre 2021, date de la vague finale du Flux. Ils se font interpeller par Kate Stewart jusqu'à ce que le Docteur réapparaisse devant eux, la revoyant pour la première fois depuis 3 ans. Dan finit par suivre le Docteur, Yaz et Jericho en 1967 où ils retrouvent et récupèrent Claire Brown pour les aider à trouver où et quand exactement se produira la dernière vague du Flux. Il continue de suivre le Docteur et se retrouve au Chili où le Docteur se sauve elle-même des mains du Grand Serpent dans une chambre de torture dans un vaisseau Sontarien, ce qui perturbe Yaz et Dan. Le Docteur sauve Diane qui était prisonnier avec Vinder dans un Passager les permettant de se retrouver enfin, même si Diane n'oublie pas de lui reprocher son absence lors de leurs rendez-vous. Après que le Docteur ait ramené tout le monde chez soi, Dan continue de s'incruster en tant que faux guide dans le musée de Liverpool et se fait de nouveau interpeller par Diane. Il lui propose un nouveau rendez-vous pour s'excuser de son absence pour laquelle il n'était pas responsable mais cette dernière refuse. Dan s'en va et se retrouve face au Docteur qui lui propose de voyager avec elles, ce qu'il accepte.

### Épisode Spéciaux(2022)
Lors de l'épisode spécial Nouvel An, Le Réveillon des Daleks, Dan est toujours avec le Docteur et Yaz et fait la connaissance des Daleks et se fait exterminer plusieurs fois car Dan, le Docteur et Yaz étaient bloqués dans une boucle temporelle causée par le TARDIS qui a été reset par le Docteur dû aux altérations que le Flux a eu sur le TARDIS. Après plusieurs exterminations, Dan se retrouve à un moment seul avec Yaz et il lui fait comprendre qu'elle doit dire ce qu'elle ressent pour le Docteur, lui-même lui fait comprendre qu'il a attendu trop longtemps pour se dévoiler à Diane et il n'a pas envie que ça arrive à Yaz. Plus tard, Dan se retrouve, cette fois, seul avec le Docteur et lui fait comprendre que Yaz plait au Docteur même si elle fait semblant de pas comprendre ce qu'il veut dire, faisant comprendre quelque chose au Docteur. À la fin du spécial, Dan assiste au feu d'artifice et également au Docteur qui regarde Yaz.
Lors de l'épisode spécial Pâques, La Légende des Démons des Mers, Dan se retrouve avec un costume de pirate que Yaz lui a donné pour se moquer de lui. Après avoir fait la connaissance d'un Démons des Mers, Dan se met à suivre Ying Ki sur le bateau de Madame Ching, grande reine pirate à la recherche du trésor de la Flor de la Mar appartenant au célèbre Ji-Hun. Une fois sur le bateau de Madame Ching, Dan et Ying Ki se font capturer par cette dernière mais finissent par l'aider à retrouver le trésor de Ji-Hun. Après l'apparition du bateau fantôme de Ji-Hun, Dan, Ying Ki et Madame Ching sont rejoints par le Docteur, Yaz et Ji-Hun garder en vie par les Démons des Mers. Ils finissent par se rendre sur le bateau de Ji-Hun qui est ramené dans la base des Démons des Mers qui se trouve sous le sol marin. Dan discute un peu avec Yaz qui lui demande s'il a parlé de quoique ce soit avec le Docteur la concernant mais il lui fait comprendre que c'est flagrant pour elle deux. Yaz part avec le Docteur et Dan aide Ji-Hun à repousser les Démons des Mers pour permettre au Docteur de tout faire exploser. Une fois tout le monde sauvé, Dan, Yaz et le Docteur retournent sur la plage où ils avaient atterri. Pendant que Yaz et le Docteur discutent, Dan laisse un message vocal à Diane avant que cette dernière l'appelle vraiment pour lui demander s'il revient bientôt pour qu'ils puissent finalement se voir pour de bon.
Lors de l'épisode spécial, Le Pouvoir du Docteur, diffusé à l'occasion des 100 ans de la BBC, Dan, Yaz et le Docteur se retrouvent sur un train spatiale à l'autre bout de l'univers faisant face aux Cybermaîtres, précédemment apparus dans Les Enfants intemporels, et avant qu'il ne mette un court terme à ses aventures au cours de l'épisode. Dan reviens uniquement à la fin de l'épisode lors d'une réunion d'un groupe de soutiens d'anciens compagnons du Docteur, composé de Yaz, Graham O'Brien, Kate Stewart, Tegan Jovanka, Ace, Mel Bush, Jo Grant et Ian Chesterton, où il raconte sa vie aux côtés du Docteur avant de retourner à sa vie.

## Casting
Le 1er janvier 2021, John Bishop a annoncé qu'il incarnera dans Doctor Who le rôle de Dan, un compagnon de la Saison 13, aux côtés de Jodie Whittaker. Il remplace Bradley Walsh (Graham O'Brien) et Tosin Cole (Ryan Sinclair), qui ont quitté la série à la fin de l'épisode La Révolution des Daleks, diffusé le jour même de l'annonce de l'arrivée de John Bishop.